# Эйфория (альбом)
«Эйфория» (укр. Ейфорія) — п'ятий офіційний альбом гурту «Flëur» виданий 2008 року.
Після спірного експериментального альбому «Всё вышло из-под контроля» гурт вирішив повернутися до манери перших записів, але на більш професійному рівні. Альбом «Эйфория» має більш рокове звучання ніж так звана трилогія чи попередній альбом, не в останню чергу завдяки тому, що серед музичних інструментів з'являється електрогітара. Записувався він на студії гурту Esthetic Education у Києві. Цей альбом став першим, де гурт співпрацював зі звукорежисером Іллею Галушко і першим, яким музиканти були задоволені на 100 %.
Альбом «Эйфория», разом з «Всё вышло из-под контроля», є одним з найуспішніших в історії гурту. Загалом п'ять пісень з альбому потрапило до хіт-параду Чартова Дюжина та трималися там декілька тижнів. 2008 року «Наше радіо» включило пісні «Тёплые коты» і «Мы никогда не умрём» у список номінантів на звання найкращої пісні десятиріччя. У січні 2014 року «Наше радіо» включило до свого хіт-параду 500 найкращих пісень усіх часів композицію «Теплые коты» з цього альбому, вона посіла позицію № 353
З 14 лютого по 30 квітня 2013 року гурт Flëur проводив краудфандингову акцію збору коштів на видання альбому «Эйфория» на вінілі, яка завершилася успішно. Вініл «Эйфория» було виготовлено у Нідерландах.

## Композиції альбому

### CD
| #   | Назва                            | Автор              | Тривалість |
| --- | -------------------------------- | ------------------ | ---------- |
| 1.  | «Интро»                          |                    | 0:36       |
| 2.  | «Волна»                          | Ольга Пулатова     | 3:34       |
| 3.  | «Отречение»                      | Олена Войнаровська | 4:17       |
| 4.  | «Новое матное слово»             | Ольга Пулатова     | 5:08       |
| 5.  | «Исполинские чёрные грифы»       | Олена Войнаровська | 3:20       |
| 6.  | «Тёплые коты»                    | Ольга Пулатова     | 4:13       |
| 7.  | «Эйфория»                        | Олена Войнаровська | 5:24       |
| 8.  | «Никто не должен прийти»         | Ольга Пулатова     | 5:13       |
| 9.  | «Два облака»                     | Олена Войнаровська | 5:17       |
| 10. | «Ресница»                        | Ольга Пулатова     | 4:02       |
| 11. | «...и Солнце встаёт над руинами» | Олена Войнаровська | 5:18       |
| 12. | «Река времён»                    | Ольга Пулатова     | 4:35       |
| 13. | «Коралловые небеса»              | Олена Войнаровська | 3:47       |
| 14. | «Мечты»                          | Ольга Пулатова     | 4:31       |
| 15. | «Мы никогда не умрём»            | Олена Войнаровська | 4:14       |

### Вініл
| Сторона А | Сторона А                  | Сторона А  |
| #         | Назва                      | Тривалість |
| --------- | -------------------------- | ---------- |
| 1.        | «Интро»                    | 0:36       |
| 2.        | «Волна»                    | 3:34       |
| 3.        | «Отречение»                | 4:17       |
| 4.        | «Новое матное слово»       | 5:08       |
| 5.        | «Исполинские чёрные грифы» | 3:20       |
| 6.        | «Тёплые коты»              | 4:13       |
| 7.        | «Эйфория»                  | 5:24       |
| 8.        | «Никто не должен прийти»   | 5:13       |

| Сторона В | Сторона В                        | Сторона В  |
| #         | Назва                            | Тривалість |
| --------- | -------------------------------- | ---------- |
| 1.        | «Два облака»                     | 5:17       |
| 2.        | «Ресница»                        | 4:02       |
| 3.        | «...и Солнце встаёт над руинами» | 5:18       |
| 4.        | «Река времён»                    | 4:35       |
| 5.        | «Коралловые небеса»              | 3:47       |
| 6.        | «Мечты»                          | 4:31       |
| 7.        | «Мы никогда не умрём»            | 4:14       |

### Сингли
20 грудня 2007 року до альбому «Эйфория» було випущено сингл «Два облака», який включає дві пісні, записані у Петербурзі у студії гурту «Аквариум» («Студия 601»): «Два облака» і «Тёплые коты», а також два концертних записи: «Голубые мягкие пластинки» і «Моральный ущерб»
| #  | Назва                             | Тривалість |
| -- | --------------------------------- | ---------- |
| 1. | «Два облака»                      | 4:39       |
| 2. | «Тёплые коты»                     | 4:13       |
| 3. | «Голубые мягкие пластинки (live)» | 3:53       |
| 4. | «Моральный ущерб (live)»          | 3:46       |

Пісня «Два облака» ввійшла до альбому «Эйфория» в іншому вигляді, ніж на синглі.
Запис пісень «Голубые мягкие пластинки» і «Моральный ущерб» виконувалася на десятому концерті гурту, який відбувся 13 грудня 2002 року в Одеському Будинку актора. Це був перший концерт, де у складі гурту виступили скрипачка Анастасія Кузьміна і клавішниця Катерина Котельнікова; даний виступ був також останнім, коли у колективі брала участь віолончелістка Катерина Сербіна.

## Музиканти, що брали учать у записі альбому

### Зі складу гурту
- Ольга Пулатова — фортепіано, вокал, музика і тексти (2, 4, 6, 8, 10, 12, 14)
- Олена Войнаровська — гітара, вокал, музика і тексти (3, 5, 7, 9, 11, 13, 15)
- Катерина Котєльнікова — синтезатор
- Олександра Дідик — віолончель
- Віталій Дідик — бас-гітара
- Анастасія Кузьміна — скрипка
- Алла Лужецька — флейта
- Владислав Міцовський — перкусія
- Олексій Ткачевський — ударні, перкусія

### Запрошені музиканти
- Володимир Нессі — голос, свист, григоріанський спів
- Павло Голубовський — терменвокс, голос, електрогітара (лише на вінілі)
- Антон Бессонов — гітара (6), мандоліна (9), електрогітара (9), wooden bird-woman (9)
- Петро Чернявський — гітара, електрогітара
- Андрій Свєтлов — бас-гітара (9)
- Сергій Ясько — звуки, шуми

### Технічний персонал
- Ілля Галушко — запис, зведення
- Дмитро Вєков — продюсування і менеджмент, участь у зведенні
- Сергій Ломановський — участь у зведенні, мастеринг синглу
- Борис Рубекін — зведення (треки 6,9)
- Олександр Докшин — зведення (треки 6,9)
- Антон Бессонов — зведення (треки 6,9)
- Владислав Міцовський — дизайн, продюсування і менеджмент
- А. Чекменьов — фото (обкладинка)
- А. Стеколенко — фото
- Олексій Нагорних — мастеринг для вінілу
- А. Охріменко — звукорежисер синглу

## Ротація
У ротацію на радіостанціях потрапили такі пісні з цього альбому:
- «Теплые Коты»[11]
- «Волна»[12]
- «Два Облака»[13]
- «Отречение»[14][15]
- «Мы Никогда Не Умрем»[16]
- «Эйфория»[17]
- «Исполинские Черные Грифы»[18]
- «Река Времен»[19]
- «Коралловые Небеса»[20]
- «Ресница»[21]
- «Новое матное слово»[22]

Загалом п'ять пісень з альбому потрапило до хіт-параду Чартова Дюжина
| Рік  | Пісня                 | Хіт-парад      | Найвище місце | Тижнів у чарті |
| ---- | --------------------- | -------------- | ------------- | -------------- |
| 2007 | «Тёплые коты»         | Чартова Дюжина | 2             | 12             |
| 2007 | «Два облака»          | Чартова Дюжина | 5             | 11             |
| 2008 | «Отречение»           | Чартова Дюжина | 4             | 5              |
| 2008 | «Мы никогда не умрём» | Чартова Дюжина | 3             | 8              |
| 2008 | «Волна»               | Чартова Дюжина | 3             | 11             |

## Додаткова інформація
- За словами Олени Войнаровської звукорежисер Ілля Галушко дуже допоміг їй виразити усе, що було задумано, і дав багато цінних порад, які допомогли зробити альбом таким успішним[5]
- Під час краудфандингової акції по збору коштів на видання альбому на вінілі по 1$ з кожної замовленої платівки було перераховано благодійному фонду «Пчёлка», який працює з важкохворими дітьми[27].
- Пісня «Мы никогда не умрём» на вінілі «Эйфория» звучить інакше, ніж на CD. «Вініловий» варіант композиції містить гітарні партії, записані Павлом Голубовським.
- Перший тираж дисків з альбомом «Эйфория», який видавався у Росії, вийшов бракованим[28]
- На початку пісні «Отречение» можна почути частину приспіву композиції гурту Violet Indiana «Killer Eyes». За словами Олени Войнаровської пісня присвячена розпаду гурту Cocteau Twins і утворенню Violet Indiana.
- Пісня «Эйфория» була написана у травні 2002 року. Образ кохання у сирітській сукні з'явився у авторки під враженням від скульптури Проспера д'Епіне[fr] «Амур, що просить подаяння»[29].
- Пісня «Отречение» також видавалася на збірці «Новое Время Русского Рока. Песни Наших Рок Звёзд»[30]
- Пісня «Теплые Коты» також видавалася на збірці «Фолк Навигация»[31]
- Пісня «Волна» також видавалася на збірці «Чартова Дюжина Top 13»[32]
- До пісень, які потрапили у ротацію «Нашого радіо» авторки записали пояснення, про що у них йдеться і з якими думками вони писалися